# Myrmecolax glaesi
Myrmecolax glaesi  (лат.) — ископаемый вид веерокрылых насекомых рода Stichotrema из семейства Myrmecolacidae. Обнаружены в олигоценовых доминиканских янтарях Центральной Америки. 
Предположительно, как и другие виды близких родов были паразитами насекомых  (все современные виды Stylops — паразиты пчёл рода Andrena).
Вместе с другими ископаемыми видами веерокрылых насекомых, такими как 
†Cretostylops engeil из меловых отложений (Бирманский янтарь), †Stichotrema dominicanum, †Stylops neotropicallis, †Stichotrema beckeri, †Protelencholax schleei, †Caenocholax dominicensis и †Caenocholax brodzinskyi из Доминиканского янтаря, †Jantarostylops kinzelbachi, †Caenocholax groehni, Bohartilla joachimscheveni и †Palaeomyrmecolax (Palaeomyrmecolax triangulum, Palaeomyrmecolax weitschati и др.) из Балтийского янтаря являются одними из древнейших представителей всего отряда Strepsiptera в целом.
Вид был впервые описан в 1983 году палеоэнтомологом Рагнаром Кинзельбахом  (Ragnar Kinzelbach). Некоторые авторы выделяют род Protelencholax в отдельное семейство Protelencholacidae  Pohl & Beutel, 2005.